# Патриоты (Американская Революция)

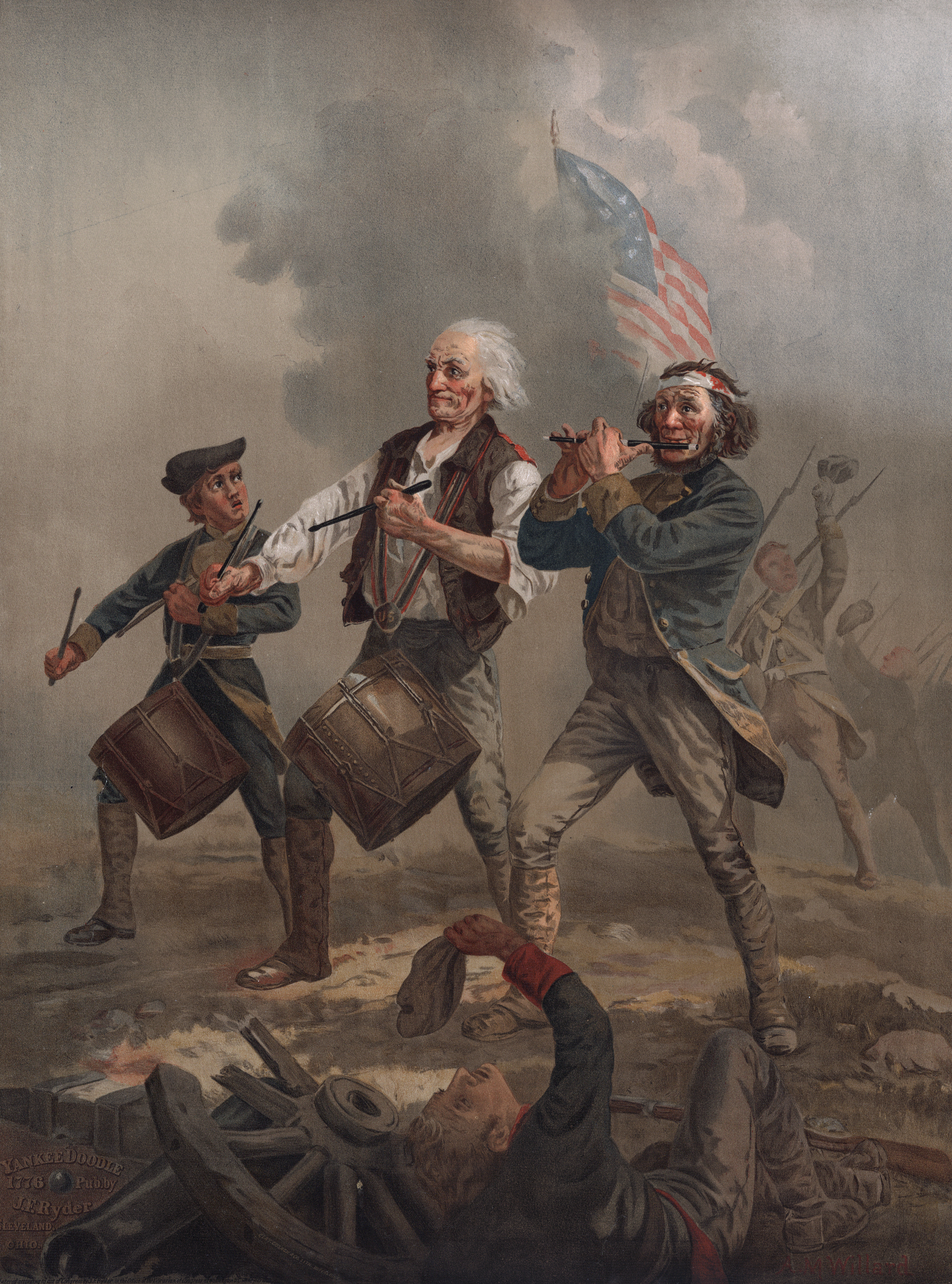
Группа патриотов на портрете Арчибальда Уилларда, 1875 г.

Патриоты (также известные как революционеры, континенталы, повстанцы или виги) — это колонисты Тринадцати колоний, которые выступали против контроля и управления со стороны Великобритании в колониальную эпоху и поддержали, а затем инициировали Американскую революцию, в результате которой была достигнута независимость США. Политики-патриоты возглавили колониальное сопротивление британской политике в отношении американских колоний, в конечном счете добившись принятия Декларации независимости, единогласно одобренной Вторым Континентальным конгрессом 4 июля 1776 года.
После начала Войны за независимость США в 1775 году многие патриоты вошли в состав Континентальной армии под командованием Джорджа Вашингтона. Эта армия в итоге одержала победу над британскими войсками, заставив Великобританию прекратить участие в войне и признать независимость колоний, что было закреплено в Парижском мирном договоре 1783 года и привело к созданию Соединённых Штатов Америки.
Патриоты вдохновлялись идеями английского и американского республиканизма, развивавшимися в эпоху Просвещения. Они отвергали монархию и аристократию и выступали за индивидуальные свободы, естественные и юридические права человека. Важнейшие идеологи патриотов, такие как Томас Джефферсон, Джон Адамс и Томас Пейн, были лидерами американского Просвещения, которое, в свою очередь, основывалось на идеях европейских мыслителей, таких как Фрэнсис Бэкон, Джон Локк и Жан-Жак Руссо. Несмотря на то, что рабство существовало во всех Тринадцати колониях, вопрос о рабстве вызвал раскол в кругу патриотов: часть из них поддерживала его отмену, в то время как другие защищали рабовладельческие взгляды.
К патриотам принадлежали представители всех социальных и этнических групп колоний, однако наибольшую поддержку патриотическое движение получило в колониях Новой Англии, а наименьшую — в южных колониях. Американская революция разделила колонистов на три группы: патриотов, которые выступали за прекращение британского господства; лоялистов, поддерживавших сохранение британского контроля; и тех, кто оставался нейтральным. Афроамериканцы, поддерживавшие патриотов, были известны как Чёрные Патриоты, а те, кто выступал на стороне британцев, назывались Черными Лоялистами.

## Терминология
Критики британской политики по отношению к Тринадцати колониям после 1768 года называли себя вигами, отождествляя себя с британской партией вигов, поддерживавшей схожие колониальные взгляды. По словам Сэмюэля Джонсона, в то время слово «патриот» имело негативный оттенок и использовалось как уничижительное обозначение «бунтовщика, нарушающего порядок в государстве».
До начала Американской революции колонисты, выступавшие за британскую власть, называли себя тори или роялистами, разделяя политическую философию традиционного британского консерватизма. Во время самой революции эти лица стали известны прежде всего как лоялисты. После окончания войны примерно 15 % лоялистов эмигрировали на север, в оставшиеся британскими территории в Канаде, где стали называть себя лоялистами Объединённой Империи. Остальные 85 % лоялистов предпочли остаться в новообразованных Соединённых Штатах и получили американское гражданство.

## Состав
До официального начала Американской революции многие патриоты активно участвовали в деятельности таких групп, как Сыны свободы. Наиболее выдающихся лидеров патриотического движения сегодня называют отцами-основателями. Обычно этот термин относится к 56 делегатам Второго Континентального конгресса в Филадельфии, подписавшим Декларацию независимости.
Патриоты представляли собой различные слои населения Тринадцати колоний и происходили из самых разных социальных групп. Около 40-45 % белого населения колоний поддерживали патриотическое движение, от 15 до 20 % выступали на стороне лоялистов, а остальные придерживались нейтралитета или предпочитали не выражать открыто своих симпатий. Подавляющее большинство лоялистов во время Американской революции осталось в Тринадцати колониях; однако меньшинство эмигрировало в Канаду, Великобританию, Флориду или на Карибские острова.

## Мотивация
Историки тщательно исследовали причины, побуждавшие людей выбрать одну из сторон. Историк Йельского университета Леонард Вудс Лабари изучал опубликованные и неопубликованные работы и письма лидеров обеих сторон, выясняя, как личные качества влияли на их выбор. Он выделил восемь ключевых особенностей, отличавших эти две группы. Лоялисты обычно были старше, более обеспеченными и менее склонными к переменам, чем патриоты. Лоялисты считали британскую власть законной и были убеждены, что сопротивляться ей — аморально. Патриоты же верили в моральную правоту своих действий, полагая, что британское правительство нарушило конституционные права англичан. Те, кто был возмущен физическими нападениями на королевских чиновников, склонялись к позиции лоялистов; в то время как тех, кого оскорбили британские ответные меры на события вроде Бостонского чаепития, становились патриотами. Купцы в портовых городах, долгое время связанные финансовыми интересами с Британией, чаще сохраняли верность британской власти, в то время как среди патриотов таких тесных связей было гораздо меньше. По мнению Лабари, некоторые лоялисты были «прокрастинаторами», верившими, что независимость рано или поздно наступит, но желавшими «отложить этот момент», в то время как патриоты стремились «воспользоваться текущим моментом». Лоялисты опасались анархии или тирании, которые могли возникнуть из-за власти толпы, а патриоты наоборот, планомерно выступали против британского правительства. Наконец, Лабари отмечает, что лоялисты были пессимистами и не разделяли уверенности патриотов в скором достижении независимости.
Патриоты категорически отвергали налоги, которые вводили органы власти, где не было представителей от налогоплательщиков. Их лозунгом стало выражение «Нет налогам без представительства», подчеркивавшее отсутствие представителей колонистов в британском парламенте. Британская сторона утверждала, что существовало «виртуальное представительство»: по их мнению, члены парламента представляли интересы всех подданных Британской империи. Некоторые патриоты заявляли о своей верности королю, но настаивали на праве управлять собственными делами, что фактически уже происходило в эпоху так называемого «благотворного пренебрежения» перед Франко-индейской войной. Некоторые радикально настроенные патриоты подвергали налоговых и таможенных чиновников «смолению и обваливанию перьями», делая их работу крайне опасной; по словам историка Бенджамина Ирвина, особенно распространённой эта практика была в Бостоне, где проживало много патриотов.